# Podismopsis jinbensis
Podismopsis jinbensis is een rechtvleugelig insect uit de familie veldsprinkhanen (Acrididae). De wetenschappelijke naam van deze soort is voor het eerst geldig gepubliceerd in 1991 door Zheng, Cao & Lian.